# 费奥多尔·佩斯特雷
费奥多尔·佩斯特雷（俄语：Фёдор Давы́дович Пёстрый，?—?）是帕列茨基耶家族成員，他也是阿列克谢·伊万诺夫的歷史小說«帕尔马之心»中的主角之一。文獻中首次提及此人的時間點是1429年。